# Castelletto (Corbetta)
Il Castelletto di Corbetta, detto anche Castrum Sancti Ambrosii o Castello di Sant'Ambrogio o ancora Castello del Crociato, è il principale edificio difensivo di origine medievale situato a Corbetta, in Lombardia.

## Storia

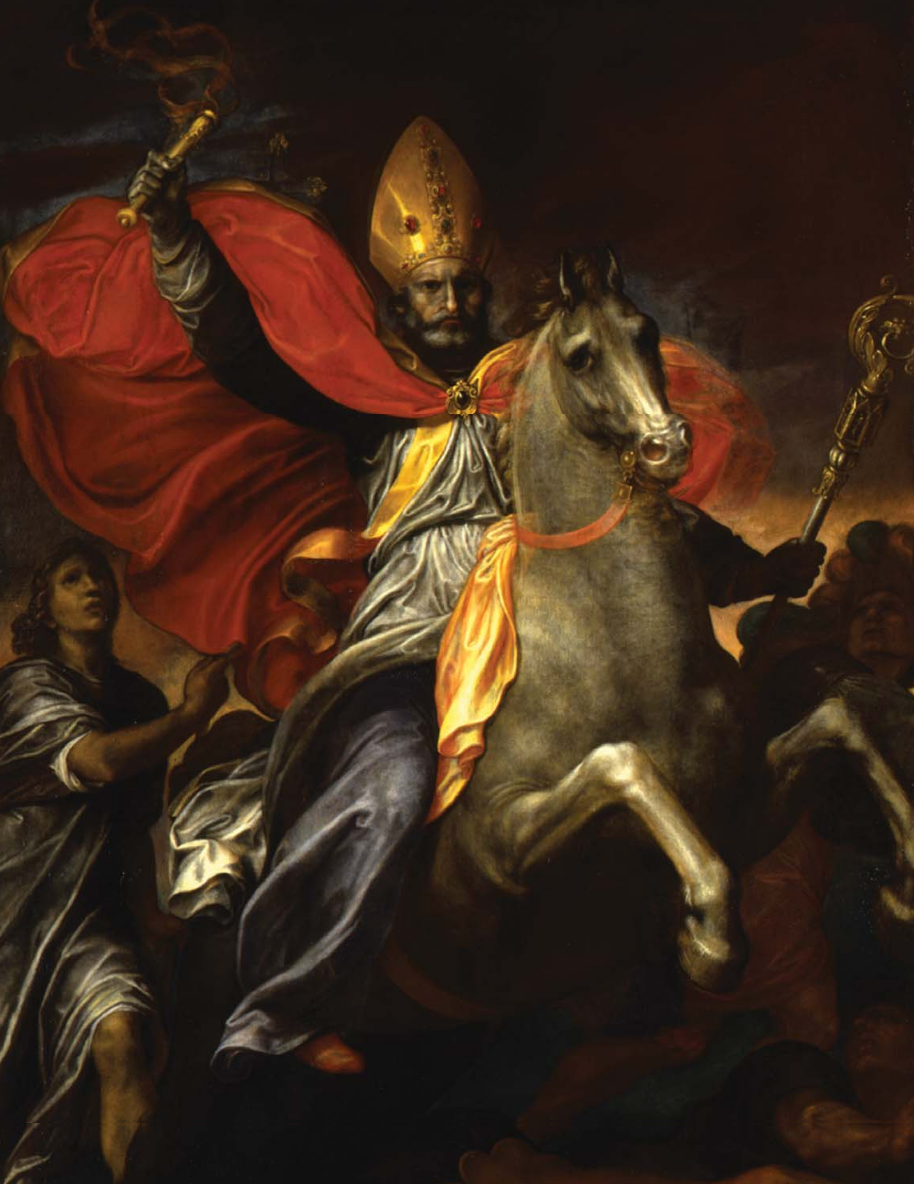
Secondo la leggenda, Sant'Ambrogio a cavallo apparve in cielo a scacciare le truppe dell'imperatore Corrado il Salico dall'assedio di Corbetta del 1037

Il Castelletto rappresenta l'ultimo frammento murario di una costruzione risalente al IX secolo di cui troviamo traccia già in autori antichi. Probabilmente già dall'XI secolo la struttura divenne di proprietà degli arcivescovi di Milano che la utilizzarono per scopi difensivi.
Nell'ambito della guerra tra papato ed impero, il 29 maggio 1037 il castello fu oggetto di un tentativo di assedio da parte dell'imperatore Corrado il Salico il quale si appressò al castello il 28 maggio con le proprie truppe per combattere i difensori inviati dall'arcivescovo milanese Ariberto da Intimiano, giudicando inutile porre l'assedio direttamente a Milano per la moltitudine dei difensori. Secondo il racconto dello storico tedesco Wippone dai primi colpi dell'assedio, ad ogni modo, si scatenò un violento temporale con molti fulmini a ciel sereno ed apparve in cielo, secondo il racconto redatto dallo scrittore milanese Landolfo il Vecchio, la figura di Sant'Ambrogio a cavallo con in mano il flagello che intimò al sovrano di abbandonare il luogo per non incorrere in amare sconfitte.
Il racconto, riportato poi dallo storico Giorgio Giulini nel suo Memorie spettanti alla storia, al governo, ed alla descrizione della Città e della campagna di Milano nei Secoli Bassi, citando letteralmente la cronaca di Wippone, così narra l'accaduto:
(Wippone, Gesta Chuonradi II imperatoris, Capitulum XXXVI, De miraculo, quod accidit in die pentecostes)
Dopo questi presagi, l'imperatore tolse l'assedio al castello e si concentrò altrove, ma il luogo fu nuovamente oggetto di devastazioni ad opera di Federico Barbarossa nel 1154 e di Federico II nel 1239.
Si perdono poi le tracce documentali relative al fortilizio sino al 1270 quando Napo Torriani ne ordinò un primo ampliamento, proseguito poi sotto la guida di Matteo, Galeazzo, Gian Galeazzo e Filippo Maria Visconti durante le guerre del Monferrato.
Il ruolo difensivo del castello venne mantenuto con tutta probabilità sino al XVII secolo quando, ormai obsoleto per le nuove tecniche di guerra e per la nuova situazione politica creatasi col dominio spagnolo del ducato di Milano, venne quasi completamente smantellato ed il materiale che lo costituiva venne reimpiegato (come di solito accadeva) per la costruzione delle vicine Villa Frisiani Mereghetti e Villa Borri Manzoli.

## La struttura

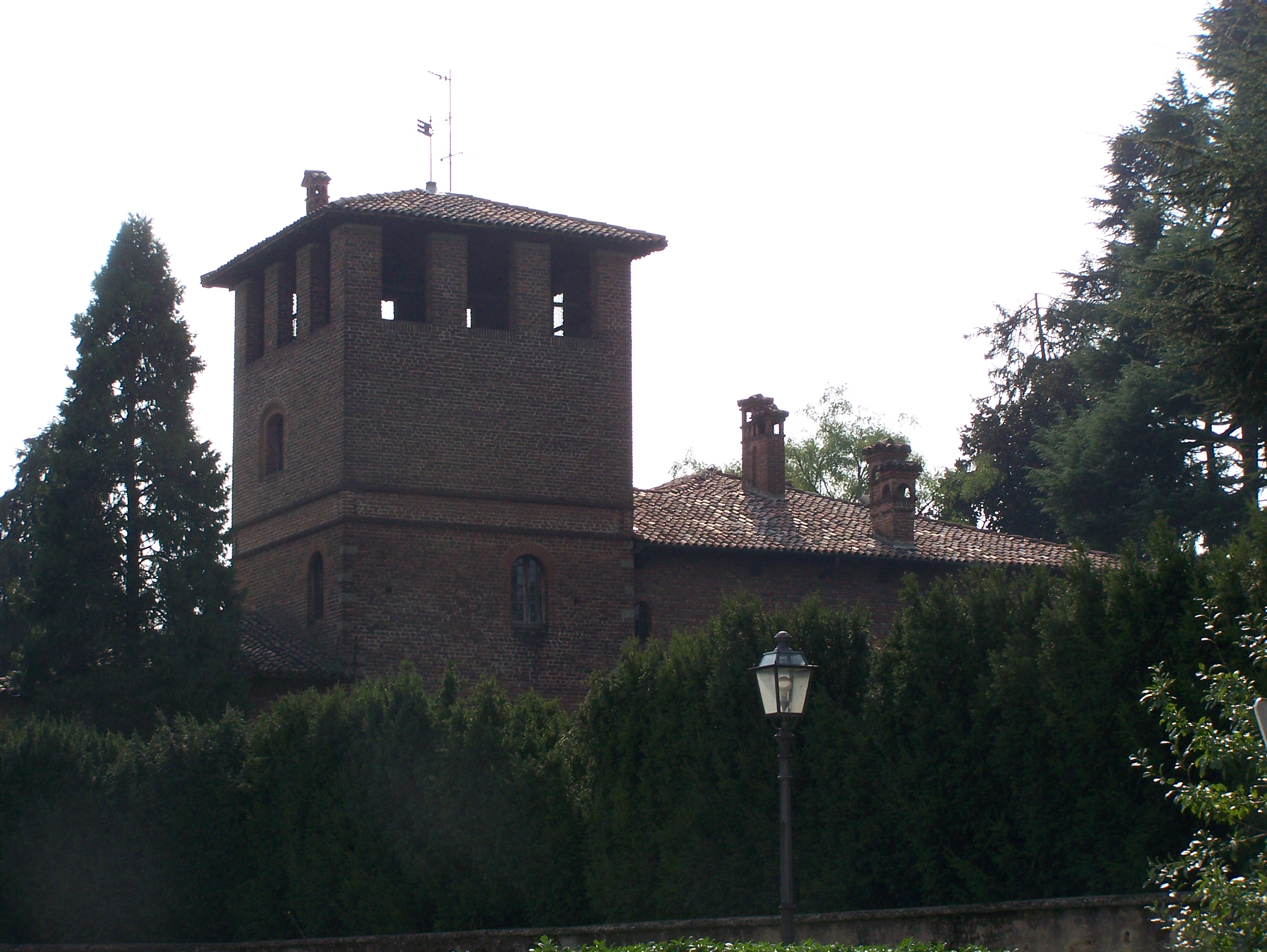
La torre del Castelletto come appare oggi

La struttura originaria, come lascia intuire la torre angolare, doveva avere la classica struttura quadrangolare terminante in ciascun angolo con un torrione difensivo di cui l'unico conservatosi è quello ancora oggi eretto.
Il complesso odierno, situato in piazza Corbas, presenta solo alcune parti originarie ed è il frutto di una serie di restauri che in buona parte hanno alterato la struttura originaria: attorno al 1880 il complesso venne restaurato da Carlo Frisiani quando ne divenne proprietario. Un'opera di restauro è stata condotta dall'architetto Piero Portaluppi negli anni 1941-1942, alla quale si è aggiunta un'ulteriore serie di ampliamenti negli anni dal 1959 al 1963.
Il colonnato interno al giardino e l'abside di una porta (lato est), provenienti da un monastero degli Stimmatini di Sezano (Verona) e risalenti al Cinquecento, sono stati donati dalle Cartiere di Fabriano.
Il parco conserva ancora le vestigia delle antiche mura perimetrali del castrum romano di Curia Picta, nonché altri reperti dell'epoca (tra cui la tomba di un centurione) e di epoche successive (per esempio un angelo, oggetto di leggende, collocato un tempo sulla torre campanaria). Il giardino è ricco inoltre di numerose specie arboree, alcune delle quali pare acquistate dal rag. Guido Corbellini (che ne divenne proprietario durante il periodo della Seconda guerra mondiale) che lo realizzò tra il 1950 ed il 1970, impostandolo su effetti scenografici tesi a valorizzare l'intero complesso architettonico.